# Faszcze (Kulesze Kościelne)
Pour les articles homonymes, voir Faszcze.
Faszcze est un village polonais de la gmina de Kulesze Kościelne, dans le powiat de Wysokie Mazowieckie, voïvodie de Podlachie, au nord-est du pays.
Il est situé à environ 10 km au nord de Wysokie Mazowieckie et à 41 km à l'ouest de la capitale régionale Białystok.